# تشارلز ويليام سميث
تشارلز ويليام سميث (بالإنجليزية: Charley Smith)‏ هو لاعب كرة قاعدة أمريكي، ولد في 15 سبتمبر 1937 في تشارلستون في الولايات المتحدة، وتوفي في 29 نوفمبر 1994 في رينو في الولايات المتحدة.

## وصلات خارجية
- تشارلز ويليام سميث على موقع دوري كرة القاعدة الرئيسي (الإنجليزية)
- تشارلز ويليام سميث على موقعبيزبول رفرنس.كوم (الدوري الرئيسي) (الإنجليزية)
- تشارلز ويليام سميث على موقعبيزبول رفرنس.كوم (الدوري الثانوي) (الإنجليزية)
- تشارلز ويليام سميث على موقع إي إس بي إن.كوم (أم.أل.بي) (الإنجليزية)
- تشارلز ويليام سميث على موقع مشجعي الرسوم البيانية (الإنجليزية)